# José Maria Félix
José Maria Félix (Tianguá, 24 de agosto de 1949 — Sobral, 14 de novembro de 2011) foi um radialista e político brasileiro.

## Radialismo
Começou sua carreira de radialista no início dos anos 70, em Sobral. Atuou em quase todas emissoras de rádio locais, entre elas a Rádio Iracema, Rádio Educadora e Rádio Tupinambá AM, em que era chefe do departamento de esportes e tinha também a função de comentarista esportivo e narrador de futebol.
Foi diretor da Associação Brasileira de Cronistas Esportivos (ABRACE) e da Associação dos Profissionais da Crônica Desportiva no Estado do Ceará (APCDEC).
Era carinhosamente chamado por seus ouvintes de "Super Zé" ou "Zé Povão".

## Política
José Maria Félix foi eleito seis vezes consecutivas vereador de Sobral, tendo sido presidente da Câmara Municipal, prefeito interino de Sobral por 10 dias na gestão de José Parente Prado, em 1990, e secretário de Obras na administração do então prefeito Cid Gomes, de 1997 a 2004.
Na eleição de 2008 ficou na suplência de vereador, assumindo posteriormente uma cadeira na Câmara Municipal com o afastamento do vereador Hermenegildo Sousa Neto, que foi para a Secretaria de Esportes e Juventude de Sobral.
Em 2012 foi construída em Jaibaras, distrito de Sobral, uma praça com o nome José Maria Félix, um reconhecimento ao trabalho do homenageado frente à comunidade local.